# Aeroportul Ningbo Lishe
Aeroportul Ningbo Lishe (IATA: NGB, ICAO: ZSNB) este un aeroport din Haishu District⁠(d), Ningbo⁠(d), Zhejiang, Republica Populară Chineză ce deservește zona Ningbo⁠(d). Aeroportul a fost tranzitat în 2022 de 6.165.596 de pasageri. A fost numit după zona deservită.
Situat la o altitudine de 4 m, aeroportul dispune de 1 pistă.

## Infrastructură

### Piste
Aeroportul dispune de o singură pistă. Pista 13/31 are suprafața de beton și dimensiunile 3.200 m × . 